# The Dead South
The Dead South (literalment en català, "El sud mort") és un grup canadenc de música folk-bluegrass amb base a Regina, Saskatchewan. La banda va ser formada el 2012 com a quartet pels canadencs Nate Hilts (veu, guitarra, mandolina), Scott Pringle (guitarra, mandolina, veu), Danny Kenyon (violoncel, veu) i Colton Crawford (banjo). Crawford va deixar la banda el 2015 i va ser reemplaçat per la músic d'estudi Eliza Mary Doyle durant uns anys. Crawford es va tornar a unir a la banda durant la gira Voices In Your Head a mitjan 2018. Quan Kenyon no pot anar de gira és reemplaçat al violoncel i la veu per Erik "Del Suelo" Mehlsen.
La banda, a la qual es fa sovint referència en termes humorístics com "Els bessons malvats de Mumford & Sons", tocava en locals de directe abans del llençament del seu EP de debut el 2013, The Ocean Went Mad and We Were to Blame. El seu àlbum de 2014 Good Company va ser editat per la discogràfica alemanya Devil Duck Records, i els va dur de gira internacional durant els següents dos anys. El single In Hell I'll be in Good Company, produït per Orion Paradis als estudis SoulSound junt amb un vídeo a YouTube, i es considera que va contribuir a l'èxit del llençament.
El tercer àlbum de la banda, Illusion and Doubt, va ser publicat el 2016. Va ascendir ràpidament fins al número 5 en les llistes bluegrass de Billboard. El quart àlbum, Sugar & Joy, va ser publicat l'11 d'octubre de 2019.